# 平井 (江戸川区)
平井（ひらい）は、東京都江戸川区の地名。現行行政地名は平井一丁目から七丁目。全域で住居表示が実施されている。

## 地理
江戸川区西部に位置し、北で旧中川を挟んだ対岸に墨田区東墨田、東は荒川および中川を挟んだ対岸で葛飾区新小岩・西新小岩および江戸川区松島、南で小松川三・四丁目、西は旧中川を挟んで対岸で江東区亀戸と隣接する。三方（北・東・西）を荒川と旧中川に囲まれる。江戸川区本土とは荒川・中川で隔てられ、南に隣接する小松川地区以外に陸続きで移動することはできない。墨田区・江東区に隣接し、区境は旧中川。町域内は住宅市街地が広がるが、旧中川沿岸にはライオンのほか、大小の製造業工場が立地する。荒川沿いの河川敷には小松川運動公園および平井運動公園がある。

### 地価
住宅地の地価は、2025年（令和7年）1月1日の公示地価によれば、平井2-24-2の地点で48万5000円/m2、平井4-29-16の地点で47万3000円/m2、平井6-69-9の地点で42万7000円/m2となっている。

## 歴史
1945年3月10日の東京大空襲で、小松川・平井地区一帯は壊滅的な被害を受けた。

## 世帯数と人口
2025年（令和7年）1月1日現在（江戸川区発表）の世帯数と人口は以下の通りである。
| 丁目       | 世帯数     | 人口     |
| ---------- | ---------- | -------- |
| 平井一丁目 | 2,083世帯  | 3,578人  |
| 平井二丁目 | 2,141世帯  | 3,897人  |
| 平井三丁目 | 3,369世帯  | 5,286人  |
| 平井四丁目 | 3,941世帯  | 7,244人  |
| 平井五丁目 | 2,710世帯  | 4,217人  |
| 平井六丁目 | 4,275世帯  | 7,246人  |
| 平井七丁目 | 4,265世帯  | 9,050人  |
| 計         | 22,784世帯 | 40,518人 |

### 人口の変遷
国勢調査による人口の推移。
| 年                 | 人口   |
| ------------------ | ------ |
| 1995年（平成7年）  | 39,652 |
| 2000年（平成12年） | 39,136 |
| 2005年（平成17年） | 38,794 |
| 2010年（平成22年） | 39,663 |
| 2015年（平成27年） | 39,938 |
| 2020年（令和2年）  | 40,185 |

### 世帯数の変遷
国勢調査による世帯数の推移。
| 年                 | 世帯数 |
| ------------------ | ------ |
| 1995年（平成7年）  | 16,692 |
| 2000年（平成12年） | 17,630 |
| 2005年（平成17年） | 18,162 |
| 2010年（平成22年） | 19,564 |
| 2015年（平成27年） | 19,843 |
| 2020年（令和2年）  | 21,035 |

## 学区
区立小・中学校に通う場合、学区は以下の通りとなる（令和5年度より）。なお、江戸川区では学校選択制度を導入しており、区内全域から選択することが可能。
| 丁目       | 番地            | 小学校                 | 中学校                     |
| ---------- | --------------- | ---------------------- | -------------------------- |
| 平井一丁目 | 20〜23番        | 江戸川区立平井東小学校 | 江戸川区立小松川中学校     |
| 平井一丁目 | その他          | 江戸川区立小松川小学校 | 江戸川区立小松川第二中学校 |
| 平井二丁目 | 18〜23番        | 江戸川区立小松川小学校 | 江戸川区立小松川第二中学校 |
| 平井二丁目 | その他          | 江戸川区立平井南小学校 | 江戸川区立小松川中学校     |
| 平井三丁目 | 全域            | 江戸川区立平井南小学校 | 江戸川区立小松川中学校     |
| 平井四丁目 | 1〜3番          | 江戸川区立小松川小学校 | 江戸川区立小松川第二中学校 |
| 平井四丁目 | その他          | 江戸川区立平井東小学校 | 江戸川区立小松川中学校     |
| 平井五丁目 | 1〜19番         | 江戸川区立平井南小学校 | 江戸川区立小松川中学校     |
| 平井五丁目 | その他          | 江戸川区立平井南小学校 | 江戸川区立小松川中学校     |
| 平井六丁目 | 1〜17番 23番    | 江戸川区立平井南小学校 | 江戸川区立小松川中学校     |
| 平井六丁目 | その他          | 江戸川区立平井小学校   | 江戸川区立小松川中学校     |
| 平井七丁目 | 1〜4番 27〜32番 | 江戸川区立平井小学校   | 江戸川区立小松川中学校     |
| 平井七丁目 | その他          | 江戸川区立平井西小学校 | 江戸川区立小松川中学校     |

## 事業所
2021年（令和3年）現在の経済センサス調査による事業所数と従業員数は以下の通りである。
| 丁目       | 事業所数    | 従業員数 |
| ---------- | ----------- | -------- |
| 平井一丁目 | 112事業所   | 1,027人  |
| 平井二丁目 | 126事業所   | 1,020人  |
| 平井三丁目 | 188事業所   | 1,291人  |
| 平井四丁目 | 214事業所   | 1,827人  |
| 平井五丁目 | 208事業所   | 1,813人  |
| 平井六丁目 | 197事業所   | 1,847人  |
| 平井七丁目 | 169事業所   | 2,293人  |
| 計         | 1,214事業所 | 11,118人 |

### 事業者数の変遷
経済センサスによる事業所数の推移。
| 年                 | 事業者数 |
| ------------------ | -------- |
| 2016年（平成28年） | 1,319    |
| 2021年（令和3年）  | 1,214    |

### 従業員数の変遷
経済センサスによる従業員数の推移。
| 年                 | 従業員数 |
| ------------------ | -------- |
| 2016年（平成28年） | 10,263   |
| 2021年（令和3年）  | 11,118   |

## 経済

### 産業
店・企業
- アクリル工業
- 熱海製作所
- 石坂製作所
- 石原金属化工
- 大沢ビニール加工所
- 島村楽器
- 斎藤鍍金工場 平井工場
- サンコープリント
- シラヤマ
- 東洋シヤッター工業所
- 福本製作所
- 柳島製薬 平井工場
- 吉澤硝子工業所
- 中澤製作所
- とんきち
- ライオン 平井研究所

商工業
商人は「文房具商の島村活次郎、呉服商で名望家の島村亀太郎、運送業の島村福次郎、島村實、白米商の島村米蔵」などがいた。『東京府市名誉録』によると島村活次郎、島村亀太郎、島村福次郎は小松川町会議員をつとめた。
農業
農業を営む人は「島村活次郎、小松川町会議員の前澤繁次郎」などがいた。

### 地主・家主
地主は「島村一郎、島村茂、島村祐吉、島村作次郎、島村祐吉、前澤繁次郎」などがいた。家主は「島村亀太郎」がいた。

## 交通

### 鉄道
鉄道
- 東日本旅客鉄道（JR東日本）
  - 中央・総武緩行線：平井駅

### バス
- 東京都交通局（都営バス）
  - 上23
  - 上23折返
  - 平23
  - 錦25・亀26・錦27
  - 平28

### 道路・橋梁
道路
- 東京都道315号御徒町小岩線（蔵前橋通り）
- 東京都道449号新荒川堤防線（ゆりのき橋通り）
- 国道14号（京葉道路）
- 首都高速中央環状線平井大橋出入口

橋梁
- 平井大橋
- 荒川中川橋梁
- ゆりのき橋
- 中平井橋
- 平井橋
- 江東新橋

### 水上交通・航路
- 東京都公園協会
  - 東京水辺ライン：平井発着場

## 施設
行政
- 江戸川区小松川区民事務所
- 小松川区民館
- 江戸川北税務署
- 中平井コミュニティ会館
- こましん（小松川信用金庫）平井支店
- 〃　　　　　中平井支店

教育
- 東京都立小松川高等学校
- 江戸川区立小松川中学校
- 江戸川区立小松川第二中学校
- 江戸川区立平井小学校
- 江戸川区立平井西小学校
- 江戸川区立平井東小学校
- 江戸川区立平井南小学校
- 江戸川区立小松川小学校

文化
- 江戸川区立小松川図書館

公園・スポーツ・レクリエーション
- 平井運動公園
- 小松川運動公園
- 江戸川区営平井プール

## 史跡
- 天祖神社
- 安養寺
- 平井聖天燈明寺
- 妙光寺
- 密厳院
- 浅間神社
- 白鬚神社
- 正養寺
- 道了寺
- 深妙寺
- 善通寺
- 大法寺
- 最勝寺 - 目黄不動。

## 出身・ゆかりのある人物

### 政治・経済
- 島村一郎（衆議院議員） - 1894年、農家の生まれ[20]。地元では小松川町長、町会議長、町会委員長、教育会会長、青年団団長など歴任[20]。島村宜伸の父。妹は地主・島村茂の妻[21]。
- 島村和成（江戸川区議会議員・同議長）
- 島村宜伸（自民党衆議院議員） - 文部大臣、農林水産大臣など歴任。
- 島村元紹（島村楽器代表取締役会長）
- 初鹿明博（衆議院議員）

### 芸能・文化
- 八代目橘家圓蔵（落語家、「平井の師匠」と呼ばれた）
- 醍醐虎汰朗（俳優、声優）

### スポーツ
- 桑原淳一（元ボートレーサー）

## その他

### 日本郵便
- 郵便番号 : 132-0035[3]（集配局 : 江戸川郵便局[22]）。